# Шауро Василь Филимонович
Василь Филимонович Шауро (6 листопада 1912, село Городчевичі Вітебської губернії, тепер Лепельського району Вітебської області, Республіка Білорусь — 13 квітня 2007, місто Москва) — радянський білоруський державний діяч, завідувач відділу культури ЦК КПРС, секретар ЦК КП Білорусі, 1-й секретар Мінського обласного комітету КП Білорусі. Кандидат у члени ЦК КПРС у 1966—1986 роках. Депутат Верховної ради Білоруської РСР. Депутат Верховної ради СРСР 5—11-го скликань.

## Життєпис
У 1930—1936 роках — вчитель, завідувач навчальної частини школи у Вітебській області.
У 1936 році закінчив заочно історичний факультет Могильовського педагогічного інституту.
У 1936—1937 роках — у Червоній армії.
У 1937—1940 роках — вчитель, директор середньої школи у Вітебській області.
Член ВКП(б) з 1940 року.
У 1940—1942 роках — слухач Вищої партійної школи при ЦК ВКП(б).
У 1942—1947 роках — інструктор, завідувач сектора Управління пропаганди і агітації ЦК ВКП(б).
У 1947—1948 роках — завідувач відділу пропаганди Управління пропаганди і агітації ЦК КП(б) Білорусі.
У 1948 — серпні 1956 року — секретар Мінського обласного комітету КП(б) Білорусі з ідеології.
У серпні 1956 — лютому 1960 року — 1-й секретар Мінського обласного комітету КП Білорусі.
19 лютого 1960 — 24 грудня 1965 року — секретар ЦК КП Білорусі з ідеології.
Одночасно 28 березня 1963 — 22 грудня 1965 року — голова Верховної ради Білоруської РСР.
У листопаді 1965 — січні 1986 року — завідувач відділу культури ЦК КПРС.
З січня 1986 року — персональний пенсіонер союзного значення в Москві.
Помер 13 квітня 2007 року. Похований Троєкуровському цвинтарі Москви.

## Нагороди і відзнаки
- два ордени Леніна (1958; 1982)
- орден Жовтневої Революції
- два ордени Трудового Червоного Прапора
- орден «Знак Пошани»
- медаль «За трудову доблесть»
- медаль «За доблесну працю. В ознаменування 100-річчя з дня народження Володимира Ілліча Леніна»
- медаль «За доблесну працю у Великій Вітчизняній війні 1941—1945 рр.»
- медалі